# Internazionali di Tennis di Bergamo 2016
Gli Internazionali di Tennis di Bergamo 2016 è stato un torneo di tennis facente parte della categoria ATP Challenger Tour nell'ambito dell'ATP Challenger Tour 2016. È stata l'11ª edizione del torneo che si è giocata a Bergamo in Italia dal 8 al 14 febbraio 2016 su campi in cemento indoor e aveva un montepremi di €42,500+H.

## Partecipanti singolare

### Teste di serie
| Nazionalità          | Giocatore           | Ranking* | Testa di serie |
| -------------------- | ------------------- | -------- | -------------- |
| India                | Yuki Bhambri        | 101      | 1              |
| Belgio               | Ruben Bemelmans     | 115      | 2              |
| Georgia              | Nikoloz Basilašvili | 117      | 3              |
| Bosnia ed Erzegovina | Mirza Bašić         | 109      | 4              |
| Germania             | Michael Berrer      | 110      | 5              |
| Giappone             | Gō Soeda            | 133      | 6              |
| Germania             | Dustin Brown        | 104      | 7              |
| Russia               | Konstantin Kravčuk  | 135      | 8              |

- Ranking al 1º febbraio 2016

### Altri partecipanti
Giocatori che hanno ricevuto una wild card:
- Federico Gaio
- Radek Štěpánek
- Gianluca Mager
- Ruben Bemelmans

Giocatori che sono passati dalle qualificazioni:
- Dzmitry Zhyrmont
- Gregoire Barrere
- Nils Langer
- Jan Satral

## Partecipanti doppio

### Teste di serie
| Nazionalità | Giocatore         | Nazionalità   | Giocatore          | Testa di serie |
| ----------- | ----------------- | ------------- | ------------------ | -------------- |
| Germania    | Dustin Brown      | Nuova Zelanda | Rameez Junaid      | 1              |
| Polonia     | Mateusz Kowalczyk | Svezia        | Andreas Siljeström | 2              |
| Regno Unito | Ken Skupski       | Regno Unito   | Neal Skupski       | 3              |
| Croazia     | Nikola Mektić     | Croazia       | Antonio Sancic     | 4              |

### Altri partecipanti
Coppie che hanno ricevuto una wild card:
- Salvatore Caruso /  Federico Gaio
- Farrukh Dustov /  Alessandro Motti
- Walter Trusendi /  Matteo Volante

## Vincitori

### Singolare
Pierre-Hugues Herbert ha sconfitto in finale  Jahor Herasimaŭ con il punteggio di 6–3, 7–6(5).

### Doppio
Ken Skupski /  Neal Skupski hanno sconfitto in finale  Nikola Mektić /  Antonio Sancic con il punteggio di 6–3, 7–5.